# Nonnweiler
Nonnweiler è un comune tedesco di 8 458 abitanti, situato nel land della Saarland.